# تندیس مصری داریوش بزرگ
تندیس مصری داریوش بزرگ یکی از اصلی‌ترین آثار باقیمانده از هنر هخامنشیان است. این تندیس در موزه ملی ایران نگهداری می‌شود.
این مجسمه که داریوش اول را نشان می‌دهد در حین کاوش‌های کاخ داریوش واقع در شوش توسط گروهی ایرانی-فرانسوی که ژان پرو آن‌ها را هدایت می‌کرد، در سال ۱۹۷۲ کشف شد. این اثر از سال ۱۹۷۳ در موزه ملی ایران، بخش موزه ایران باستان نگهداری می‌شود. بر روی این مجسمه که در مصر حکاکی شده، تزئیناتی به خط هیروگلیف و بر روی آن نوشته‌هایی به خط میخی پارسی قدیم، ایلامی و بابلی وجود دارد که مشخص می‌کند مجسمه مربوط به داریوش بزرگ است.

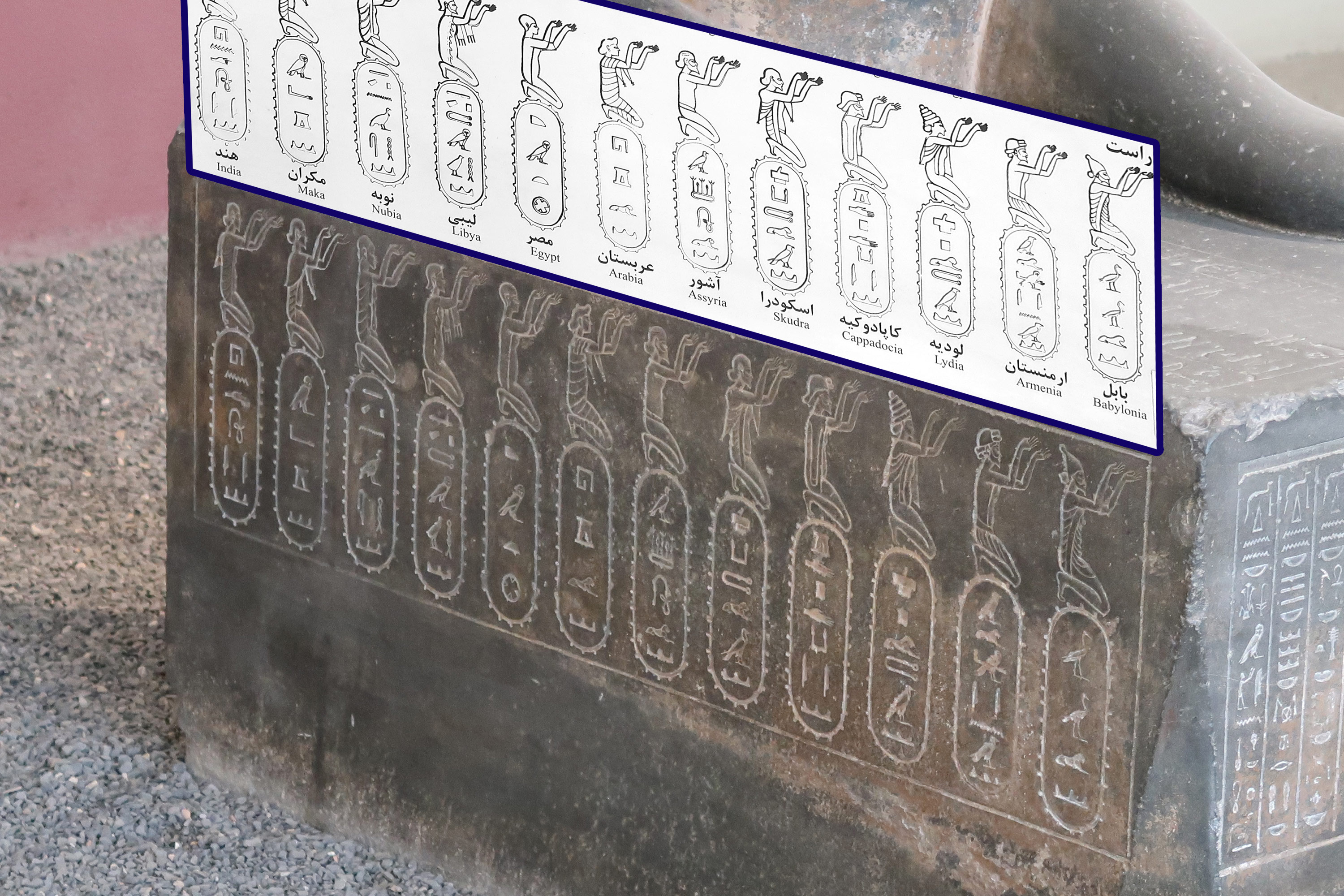
نام اقوام مختلف تحت حکومت داریوش نوشته شده در سمت راست تندیس به خط هیروگلیف

## اکتشاف
کاوشگران فرانسوی در دسامبر سال ۱۹۷۲ میلادی در شوش به کشفی شگفت‌انگیز دست یافتند. آنان تندیسی بزرگ‌تر از اندازه طبیعی از داریوش بزرگ یافتند که متأسفانه سر نداشت. با این همه، تنهٔ بدون سر تقریبا سه متر بلندی داشت. این تندیس در محلی نزدیک به شرق تالار قصر داریوش بزرگ بر بالای آپادانا یافته شد.

## موقعیت
مجسمه در سمت غربی ورودی کاخ داریوش بزرگ در شوش پیدا شد. در سمت شمالی نیز احتمالاً مجسمه دیگری وجود داشت که از آن به جز چند قطعه‌ای که رولان دو مکنم در سال‌های ۱۹۱۲ تا ۱۹۱۳ کشف کرد، چیزی باقی نمانده است.

## مشخصات
ارتفاع مجسمه بدون احتساب سر آن که هنوز کشف نشده است به ۲ متر و ۴۶ سانتی‌متر می‌رسد.
این نخستین تندیس تقریبا کاملی است که از دوران هخامنشیان به دست آمده است. پیشتر، قطعه‌هایی از تندیس‌های هخامنشیان یافت شده بودند. این تندیس در اصل رنگی بوده، زیرا باقیمانده‌های رنگ قرمز روی کفش آن یافت شده است. کتیبه‌ای مصری در دو طرف پایهٔ تندیس در بر دارندهٔ نام ۲۴ نفر از رعایاست. متن مصری چنین بیان می‌کند: «اَتوم، خدای هلیوپولیس، او [داریوش] را برگزیده است تا خداوندگار همهٔ کسانی باشد که در احاطهٔ پرتو خورشید قرار دارند، زیرا می‌داند که او پسرش است.»نیث ایزدبانوی سائیس، نیز داریوش را برگزید تا خداوندگار جهان گردد.
در متون میخی سه زبانه چنین آمده است: «این همان تندیس سنگی است که داریوش شاه دستور داد در مصر بسازند تا هر کس در آینده آن را ببیند، بداند که ایرانیان مالک مصرند.» ژان یویوت بر اساس این ارزیابی که مرمر این تندیس از کوه‌های زاگرس استخراج شده است، این نظر را مطرح کرده که این تندیس نمونه‌ای از اصل آن به‌شمار می‌رود که در برابر معبد اَتوم در هلیوپولیس نصب شده بوده است.
از سویی دیگر ایدیت پروئادا اظهار کرده است: «ده کتیبه کوتاه در جاهای مختلف وادی (حمامه) کشف شده‌اند که رئیس کارگزاران پادشاه بین سال‌های ۴۹۶ تا ۴۹۲ پ. م آن‌ها را نوشته است. هر چند می‌توان تصور کرد که سنگی از جنس سنگی که این تندیس را از آن ساخته‌اند، در ایران و در ناحیهٔ میان همدان تا بروجرد نیز وجود داشته است، مصری بودن اصل آن که شکل و شمایل این پیکره نیز آن را تأیید می‌کند، محتمل تر به نظر می‌آید.»
فرانسوا والا نیز معتقد است چنان‌که متن گواهی می‌دهد، این تندیس را در مصر ساخته‌اند، و اهمیت متن‌های مصری را یادآوری می‌کند. به نظر او، این تندیس را خشایارشا در پی یکی از شورش‌های مصریان به شوش منتقل کرد.